# Таскаево (Кемеровская область)
Таска́ево — посёлок железнодорожной станции в Юргинском районе Кемеровской области России. Входит в состав Лебяжье-Асановского сельского поселения.

## География
Посёлок находится в северо-западной части области, к востоку от реки Лебяжья, на расстоянии примерно 10 км (по прямой) к западу-юго-западу (WSW) от районного центра города Юрга. Абсолютная высота — 152 м над уровнем моря. Через посёлок проходит Транссибирская железнодорожная магистраль.
Часовой пояс
Посёлок Таскаево, как и вся Кемеровская область, находится в часовой зоне МСК+4. Смещение применяемого времени относительно UTC составляет +7:00.

## История
Основано в 1895 году. По данным 1926 года в посёлке имелось 6 хозяйств и проживало 35 человек (в основном — русские). В административном отношении входил в состав Шитиковского сельсовета Юргинского района Томского округа Сибирского края.

## Население
| 2010 |
| ---- |
| 143  |

Половой состав
По данным Всероссийской переписи населения 2010 года, в гендерной структуре населения мужчины составляли 49,7 %, женщины — соответственно 50,3 %.
Национальный состав
Согласно результатам переписи 2002 года, в национальной структуре населения русские составляли 94 % из 164 чел.

## Улицы
- ул. Железнодорожная,
- ул. Зелёная,
- ул. Линейная[6].